# Корагати (село)
Корага́ти (каз. Қорағаты) — село у складі району Турара Рискулова Жамбильської області Казахстану. Адміністративний центр Корагатинського сільського округу.
У радянські часи село називалось Курагати.
Населення — 803 особи (2021; 618 у 2009, 1145 у 1999, 1464 у 1989).